# Omens (Lamb of God)
Omens è il decimo album in studio del gruppo musicale statunitense Lamb of God, pubblicato nel 2022.

## Tracce
1. Nevermore – 4:36
2. Vanishing – 4:49
3. To the Grave – 3:44
4. Ditch – 3:38
5. Omens – 3:48
6. Gomorrah – 4:12
7. Ill Designs – 3:41
8. Grayscale – 4:00
9. Denial Mechanism – 2:38
10. September Song – 6:00

## Formazione
- D. Randall Blythe – voce
- Mark Morton – chitarra
- Willie Adler – chitarra
- John Campbell – basso
- Art Cruz – batteria